# Saison 2025 de l'UFL
Navigation
Édition précédente
La saison 20245 de l'UFL est la deuxième saison de la United Football League, une ligue professionnelle mineure de football américain créée à la suite de la fusion des ligues XFL et USFL. 
La saison régulière débute le 28 mars 2025 et se termine le 1er juin 2025. Les demi-finales ont lieu le weekend du 8 juin 2025 et la finale le 14 juin 2025.
Les Defenders du District de Columbia sont sacrés champions après avoir battu les Panthers du Michigan 58 à 34.

## Calendrier
Les équipes sont réparties dans deux conférences de 4 équipes (la conférence USFL et la conférence XFL). Chaque équipe dispute 10 matchs pendant la saison régulière qui débute le 28 mars 2025. Les premiers et deuxièmes de chaque conférence sont qualifiés pour la série éliminatoire. Les deux équipes qualifiées d'une conférence se rencontrent lorfs des demi-finales, leurs vainqueurs se qualifiant pour la finale,,.

## Les équipes
Il s'agit des huit équipes ayant participé à la saison 2024 soit, quatre équipes issues de la XFL et trois de l'USFL, la huitième étant issue de la fusion des deux équipes de Houston, les Roughnecks (en) et les Gamblers, les premiers fournissant les droits de la marque et du nom, les seconds fournissant l'encadrement et les joueurs.
Les marques XFL et USFL restent sous forme de conférences individuelles.
| Conférence XLF           |                     |                              |          |            |                      |
| Équipe                   | Ville               | Stade                        | Capacité | 1re saison | Entraîneur principal |
| Renegades d'Arlington    | Arlington, Texas    | Choctaw Stadium              | 25 000   | 2020       | Bob Stoops           |
| Defenders de DC          | Washington, D.C.    | Audi Field                   | 20 000   | 2020       | Reggie Barlow        |
| Brahmas de San Antonio   | San Antonio, Texas  | Alamodome                    | 64 000   | 2023       | Wade Phillips        |
| Battlehawks de St. Louis | St. Louis, Missouri | The Dome at America's Center | 67 277   | 2020       | Anthony Becht        |
| Conférence USFL          |                     |                              |          |            |                      |
| Équipe                   | Ville               | Stade                        | Capacité | 1re saison | Entraîneur principal |
| Stallions de Birmingham  | Birmingham, Alabama | Protective Stadium           | 47 100   | 2022       | Skip Holtz           |
| Roughnecks de Houston    | Houston, Texas      | Rice Stadium                 | 47 000   | 2020       | Curtis Johnson       |
| Showboats de Memphis     | Memphis, Tennessee  | Simmons Bank Liberty Stadium | 58 325   | 2023       | John DeFilippo       |
| Panthers du Michigan     | Détroit, Michigan   | Ford Field                   | 65 000   | 2022       | Mike Nolan           |

## Saison régulière
| H \ A                             | ARL     | D.C.    | SAN     | STL     |         | BIR     | HOU     | MEM     | MIC |
| --------------------------------- | ------- | ------- | ------- | ------- | ------- | ------- | ------- | ------- | --- |
| Renegades d'Arlington             |         | 33 - 37 | 33 - 09 | 30 - 15 |         | 11 - 09 |         | 24 - 25 |     |
| Defenders du District de Columbia | 33 - 33 |         | 18 - 24 | 08 - 13 | 18 - 11 |         | 17 - 12 |         |     |
| Brahmas de San Antonio            | 06 - 23 | 24 - 32 |         | 13 - 39 |         | 03 - 27 | 22 - 24 |         |     |
| Battlehawks de St. Louis          | 12 - 06 | 15 - 27 | 26 - 09 |         | 29 - 28 |         |         | 32 - 27 |     |
| Stallions de Birmingham           | 10 - 09 |         | 26 - 03 |         |         | 33 - 25 | 20 - 24 | 26 - 22 |     |
| Roughnecks de Houston             |         | 24 - 21 |         | 06 - 31 | 16 - 23 |         | 21 - 20 | 18 - 30 |     |
| Showboats de Memphis              | 12 - 30 |         |         | 09 - 16 | 09 - 46 | 17 - 18 | 12 - 26 |         |     |
| Panthers du Michigan              |         | 38 - 14 | 26 - 23 |         | 12 - 21 | 12 - 19 | 27 - 09 |         |     |

| Conférence XFL |                            |        |        |        |    |     |     |     |       |        |        |        |       |
| N°             | Équipe                     | Matchs | Matchs | Matchs | %  | TDs | TDs | TDs | Conf. | Points | Points | Points | Série |
| N°             | Équipe                     | Nb     | G      | P      | %  | +   | -   | ≠   | Conf. | +      | -      | ≠      | Série |
| 1              | Battlehawks de St. Louis   | 10     | 8      | 2      | 80 | 26  | 19  | + 7 | 4 - 2 | 231    | 163    | +66    | 6V    |
| 2              | Defenders de DC            | 10     | 6      | 4      | 60 | 28  | 25  | + 3 | 4 - 2 | 225    | 224    | + 1    | 2D    |
| 3              | Renegades d'Arlington (e)  | 10     | 5      | 5      | 50 | 23  | 19  | + 4 | 3 - 3 | 229    | 168    | +61    | 2V    |
| 4              | Brahmas de San Antonio (e) | 10     | 1      | 9      | 10 | 14  | 31  | -17 | 1 - 5 | 136    | 274    | -138   | 6D    |

| Conférence USFL |                           |        |        |        |    |     |     |     |       |        |        |        |       |
| N°              | Équipe                    | Matchs | Matchs | Matchs | %  | TDs | TDs | TDs | Conf. | Points | Points | Points | Série |
| N°              | Équipe                    | Nb     | G      | P      | %  | +   | -   | ≠   | Conf. | +      | -      | ≠      | Série |
| 1               | Stallions de Birmingham   | 10     | 7      | 3      | 70 | 28  | 20  | + 8 | 5 - 1 | 244    | 167    | +77    | 2V    |
| 2               | Panthers du Michigan      | 10     | 6      | 4      | 60 | 30  | 22  | + 8 | 3 - 3 | 245    | 198    | +47    | 2D    |
| 3               | Roughnecks de Houston (e) | 10     | 5      | 5      | 50 | 22  | 22  | -   | 3 - 3 | 183    | 201    | -18    | 2V    |
| 4               | Showboats de Memphis (e)  | 10     | 2      | 8      | 20 | 15  | 28  | -13 | 1 - 5 | 148    | 246    | -98    | 2D    |

## Phase finale
|  | ½ finales                | ½ finales            |                 |    | Finale ULF   | Finale ULF   |
|  | ½ finales                | ½ finales            |                 |    | Finale ULF   | Finale ULF   |
|  |                          |                      |                 |    |              |              |
|  | 8 juin 2025              | 8 juin 2025          |                 |    | 14 juin 2025 | 14 juin 2025 |
|  | 8 juin 2025              | 8 juin 2025          |                 |    | 14 juin 2025 | 14 juin 2025 |
|  | Battlehawks de St. Louis | 18                   |                 |    | 14 juin 2025 | 14 juin 2025 |
|  | Battlehawks de St. Louis | 18                   |                 |    | 14 juin 2025 | 14 juin 2025 |
|  | Defenders de DC          | 36                   |                 |    | 14 juin 2025 | 14 juin 2025 |
|  | Defenders de DC          | 36                   | Defenders de DC | 58 |              |              |
|  | 8 juin 2025              |                      | Defenders de DC | 58 |              |              |
|  |                          | Panthers du Michigan | 34              |    |              |              |
|  | Stallions de Birmingham  | Panthers du Michigan | 34              | 29 |              |              |
|  | Stallions de Birmingham  |                      |                 | 29 |              |              |
|  | Panthers du Michigan     | 44                   |                 |    |              |              |
|  | Panthers du Michigan     | 44                   |                 |    |              |              |

## Distinctions, récompenses et performances
| Sem. | Attaque                                                                             | Attaque | Attaque     | Défense           | Défense | Défense     | Équipe spéciale     | Équipe spéciale | Équipe spéciale | Réf.   |
| ---- | ----------------------------------------------------------------------------------- | ------- | ----------- | ----------------- | ------- | ----------- | ------------------- | --------------- | --------------- | ------ |
| Sem. | Joueur                                                                              | Poste   | Équipe      | Joueur            | Poste   | Équipe      | Joueur              | Poste           | Équipe          | Réf.   |
| 1    | Jaryd Jones-Smith Steven Gonzalez Mike Panasiuk Abdul Beecham Juwann Bushell-Beatty | OL      | Battlehawks | Anthony Hines III | LB      | Defenders   | Matt McCrane        | K               | Defenders       | [ 8 ]  |
| 2    | Manny Wilkins                                                                       | QB      | Battlehawks | DJ Miller         | CB      | Panthers    | Marquette King      | P               | Renegades       | [ 9 ]  |
| 3    | Bryce Perkins                                                                       | QB      | Panthers    | Andre Mintze      | DE      | Defenders   | Devin Ross          | WR              | Panthers        | [ 10 ] |
| 4    | Bryce Perkins (2)                                                                   | QB      | Panthers    | Ajene Harris      | CB      | Renegades   | Mathew Sexton       | WR              | Brahmas         | [ 11 ] |
| 5    | Dresser Winn                                                                        | QB      | Showboats   | Ajene Harris (2)  | CB      | Renegades   | Isiah Hennie        | WR              | Showboats       | [ 12 ] |
| 6    | Bryce Perkins (3)                                                                   | QB      | Panthers    | Pita Taumoepenu   | LB      | Battlehawks | Rodrigo Blankenship | K               | Battlehawks     | [ 13 ] |
| 7    | Jordan Ta'amu                                                                       | QB      | Defenders   | Joseph Wallace    | DT      | Defenders   | Harrison Mevis      | K               | Stallions       | [ 14 ] |
| 8    | Jacob Saylors                                                                       | RB      | Battlehawks | Travis Feeney     | OLB     | Battlehawks | Samson Nacua        | WR              | Panthers        | [ 15 ] |
| 9    | J'Mar Smith                                                                         | QB      | Stallions   | Donald Payne      | LB      | Renegades   | Jaden Shirden       | RB              | Brahmas         | [ 16 ] |
| 10   | Luis Perez                                                                          | QB      | Renegades   | Tae Crowder       | LB      | Stallions   | Xavier Malone       | WR              | Panthers        | [ 17 ] |

1. ↑  Après les matchs de la 1re semaine, la ligue a décidé de nommer la totalité de la ligne offensive des Battlehawks en tant que meilleur joueur offensif de la semaine.

| Trophée                              | Nom                   | Poste | Équipe      | Réf.   |
| ------------------------------------ | --------------------- | ----- | ----------- | ------ |
| Entraîneur de la saison              | Shannon Harris        | HC    | Defenders   |        |
| Entraîneur assistant de la saison    | Fred Kaiss            | OC    | Defenders   |        |
| MVP de la saison                     | Bryce Perkins         | QB    | Panthers    |        |
| Attaquant de la saison               | Bryce Perkins         | QB    | Panthers    |        |
| Défenseur de la saison               | Pita Taumoepenu       | LB    | Battlehawks |        |
| Meilleur joueur en équipes spéciales | Kedrick Whitehead Jr. | S     | Panthers    | [ 18 ] |
| Meilleur joueur de la saison         | Travis Feeney         | LB    | Battlehawks |        |

| Poste | Joueur                | Équipe      |
| ----- | --------------------- | ----------- |
| QB    | Bryce Perkins         | Panthers    |
| RB    | Jashaun Corbin        | Brahmas     |
| RB    | Jacob Saylors         | Battlehawks |
| WR    | Deon Cain             | Stallions   |
| WR    | Chris Rowland         | Defenders   |
| WR    | Tyler Vaughns         | Renegades   |
| TE    | Sal Cannella          | Renegades   |
| TE    | Gunnar Oakes          | Panthers    |
| OT    | Yasir Durant          | Defenders   |
| OT    | Ryan Nelson           | Panthers    |
| OG    | Cohl Cabral           | Panthers    |
| OG    | Steven Gonzalez       | Battlehawks |
| C     | Mike Panasiuk         | Battlehawks |
| DL    | Joe Wallace           | Defenders   |
| DL    | Perrion Winfrey       | Stallions   |
| EDGE  | Derick Roberson       | Defenders   |
| EDGE  | Pita Taumoepenu       | Battlehawks |
| LB    | Tavante Beckett       | Brahmas     |
| LB    | Willie Harvey Jr.     | Battlehawks |
| LB    | Anthony Hines         | Defenders   |
| CB    | Deandre Baker         | Defenders   |
| CB    | Ajene Harris          | Renegades   |
| CB    | Kedrick Whitehead Jr. | Panthers    |
| S     | Leon O'Neal Jr.       | Roughnecks  |
| S     | Arnold Tarpley III    | Panthers    |
| K     | Rodrigo Blankenship   | Battlehawks |
| P     | Brad Wing             | Brahmas     |
| LS    | Alex Matheson         | Battlehawks |
| RS    | Chris Rowland         | Defenders   |

| Catégorie                              | Joueur          | Équipe                | Stat. |
| -------------------------------------- | --------------- | --------------------- | ----- |
| Attaque                                |                 |                       |       |
| Nb de yards gagnés à la passe          | Luis Perez      | Arlington Renegades   | 2 294 |
| Nb de touchdowns inscrits à la passe   | Jordan Ta'amu   | DC Defenders          | 17    |
| Nb de yards gagnés à la course         | Jashaun Corbin  | San Antonio Brahmas   | 514   |
| Nb de touchdowns inscrits à la course  | Toa Taua        | Michigan Panthers     | 6     |
| Nb de réceptions réussies              | Justin Hall     | Houston Roughnecks    | 62    |
| Nb de yards gagnés en réceptions       | Siaosi Mariner  | Michigan Panthers     | 528   |
| Nb de touchdowns inscrits en réception | Cornell Powell  | DC Defenders          | 7     |
| Nb de yards gagnés au total            | Chris Rowland   | DC Defenders          | 1 070 |
| Nb de touchdowns inscrits au total     | Cornell Powell  | DC Defenders          | 7     |
| Défense                                |                 |                       |       |
| Plaquages                              | Tavante Beckett | San Antonio Brahmas   | 89    |
| Sacks                                  | Pita Taumoepenu | St. Louis Battlehawks | 7 ½   |
| Interceptions                          | Ajene Harris    | Arlington Renegades   | 3     |
| Équipes spéciales                      |                 |                       |       |
| Nb de yards en retour de punt          | Jahcour Pearson | St. Louis Battlehawks | 294   |
| Nb de yards en retour de kick          | Xavier Malone   | Michigan Panthers     | 516   |
| Nb de field goals réussis              | Lucas Havrisik  | Arlington Renegades   | 22    |
| Nb de yards lors de punt               | Mike Rivers     | Houston Roughnecks    | 2 019 |